# Браун-Бланке, Жозиас
Жозиас Бра́ун-Бланке́ (фр. Josias Braun-Blanquet; имя при рождении  нем. Josias Braun, 3 августа 1884, Кур, Граубюнден, Швейцария — 20 сентября 1980, Монпелье, Франция) — один из крупнейших геоботаников XX века, основатель и руководитель франко-швейцарской (среднеевропейской) школы геоботаники, создатель системы классификации растительности, доминирующей в настоящее время (главным образом в Европе).

## Биография
В 1905—1912 годах был ассистентом ботаников Шрётера, Брокманн-Ерош и Рюбеля.
В 1913—1915 годах учился в Монпелье под руководством  Чарлза Флахаута.
В 1914—1921 годах проводил полевые исследования в Швейцарском национальном парке.
В 1915 году в Университете Монпелье получил степень доктора философии (PhD).
В 1915—1922 году ассистировал Эдуарду Рюбелю, затем читал лекции в университете Цюриха.
С 1930 года и до конца жизни Браун-Бланке являлся директором Международной станции альпийской и средиземноморской геоботаники (International Station for Alpine and Mediterranean Geobotany, SIGMA) в Монпелье, где продолжал геоботанические исследования.
В 1948 году основал и стал первым редактором ведущего западного журнала по фитоценологии и экологии растений Vegetatio (в настоящее время Plant Ecology).

## Достижения
В 1915—1922 годах Браун-Бланке внёс большой вклад в развитие методов геоботанических исследований, сформировал целостное представление об организации растительного покрова, сформулировал принципы классификации растительного покрова и создал систему классификации (эколого-флористическая классификация), впоследствии развитую и дополненную. Впоследствии к системе Браун-Бланке присоединились многие научные центры, до этого использовавшие иные принципы классификации, и она постепенно заняла ведущие позиции в геоботанической науке.
Система Браун-Бланке основана на понимании растительного покрова как континуума и, таким образом, признаёт искусственность любой классификации растительности. Главную роль в классификации Браун-Бланке играет процесс установления синтаксонов «снизу» путём группирования сообществ по сходству флористического состава, отражающего экологические условия и стадию сукцессии.
Результаты исследований были изложены в монографии Pflanzensoziologie (1928), впоследствии неоднократно дополнявшейся и переиздававшейся.

## Признание
В 1974 году за свои исследования и систему классификации растительности, названную его именем и превратившую его, по выражению Б. М. Миркина, в «фитосоциологического Линнея», был награждён золотой медалью Лондонского Линнеевского общества.